# L'Œuf du sorcier ou l'Œuf magique prolifique
L'Œuf du sorcier ou l'Œuf magique prolifique je francouzský němý film z roku 1902. Režisérem je Georges Méliès (1861–1938). Film trvá necelé 2 minuty.

## Děj
Pomocník položí lidskou kostru na stůl a ta se začne hýbat, až se z ní stane kouzelník. Čaroděj vyčaruje vajíčko a po několika kouzelnických tricích ho položí špičatým koncem dolů na stůl. Následně ho nechá zvětšit, aby se místo něj objevila obří hlava mladé ženy. Vedle ní se objeví další dvě hlavy žen, které se po chvíli zase sloučí do jedné, kterou poté nahradí hlava skřeta. Ta nakonec také zmizí proměnou zpět na vejce, které kouzelník spolkne. Kouzelník si na závěr lehne na stůl, kde se znovu přemění v lidskou kostru, kterou jeho asistent odnese pryč.